# 조민주 (아나운서)
조민주(1985년 3월 3일 ~ )는 MBC 스포츠+ 소속 대한민국의 아나운서이다.